# Siphocampylus comosus
Siphocampylus comosus là loài thực vật có hoa trong họ Hoa chuông. Loài này được G.Don miêu tả khoa học đầu tiên năm 1834.